# St. Maria (Rorgenwies)

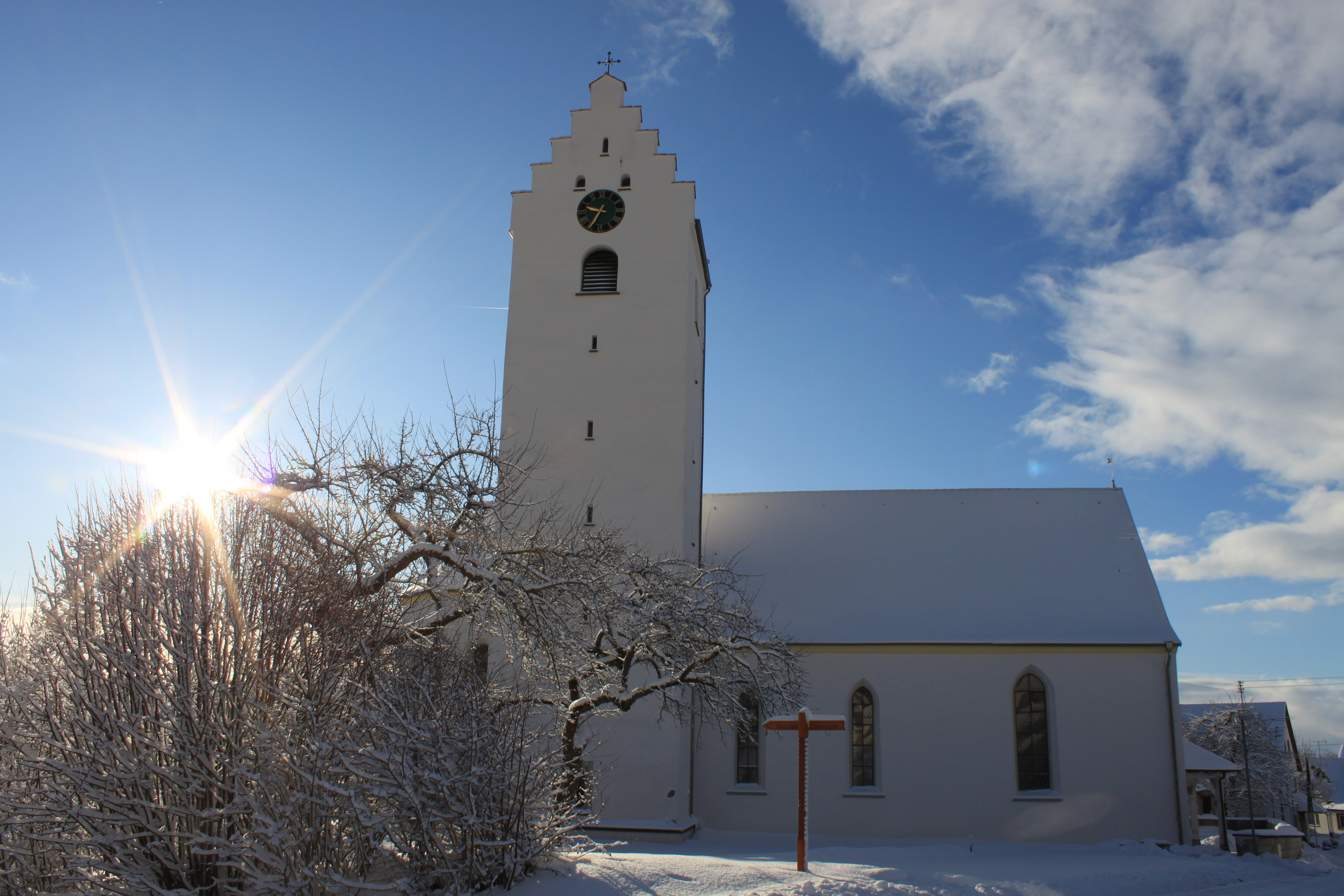
St. Maria in Rorgenwies

Die römisch-katholische Pfarrkirche und ehemalige Wallfahrtskirche St. Maria steht in Rorgenwies, einem Ortsteil der Gemeinde Eigeltingen im Landkreis Konstanz in Baden-Württemberg. Die Pfarrei gehört zum Dekanat Konstanz im Erzbistum Freiburg. Das Bauwerk ist beim Landesamt für Denkmalpflege Baden-Württemberg als Baudenkmal eingetragen.

## Beschreibung
Die gotische Saalkirche wurde anstelle eines Vorgängerbaus aus dem 12. Jahrhundert errichtet. Sie besteht aus einem Langhaus, einem eingezogenen, dreiseitig geschlossenen Chor im Osten einem Chorflankenturm an der Nordwand, der im Kern vom Vorgängerbau stammt, und der Sakristei an der Südwand des Chors. Der Chorflankenturm wurde später aufgestockt, um die Turmuhr und den Glockenstuhl unterzubringen, und quer mit einem Satteldach bedeckt, vor dem im Süden ein Staffelgiebel steht.
Der Innenraum des Langhauses ist mit einer Flachdecke überspannt. Auf dem Altarretabel des Hochaltars ist ein Gnadenbild aus dem 15. Jahrhundert dargestellt.